# Stefano Rolla
Stefano Rolla (* 15. August 1937 in Rom; † 12. November 2003 in Nasiriya, Irak) war ein italienischer Filmemacher.
Rolla begann in den 1961, als Regieassistent zu arbeiten und war in dieser Funktion bis 1979 an zahlreichen Filmen und etlichen großen Erfolgen beteiligt (Sacco und Vanzetti, 1971; Mein Name ist Nobody, 1973; Die große Offensive, 1978). Gelegentlich war er auch als Produktionsleiter, Ausführender Produzent und einmal (für Umberto Lenzis Die zum Teufel gehen) als Drehbuchautor tätig.
Zwei Filme entstanden unter seiner Regie; bei beiden Werken handelt es sich um Komödien.
Rolla starb bei Recherchen für einen Dokumentarfilm über die Friedenstruppen bei einem Autobombenattentat im Irak.

## Filme
- 1979: Gestohlene Herzen (Bugie bianche)
- 1981: Liebe ist… Gift (Carlota: Amor es… veneno)